# Cửa khẩu Thường Phước
Cửa khẩu quốc tế Thường Phước là cửa khẩu quốc tế đường sông tại vùng đất xã Thường Phước, tỉnh Đồng Tháp, Việt Nam.
Cửa khẩu quốc tế Thường Phước thông thương với cửa khẩu quốc tế Kaoh Roka ở xã Kaoh Roka, huyện Peam Chor, tỉnh Prey Veng, Campuchia 10°54′54″B 105°11′44″Đ / 10,914865°B 105,195553°Đ.
Cửa khẩu quốc tế Thường Phước ở bờ trái sông Tiền, cùng với cửa khẩu quốc tế Vĩnh Xương bên bờ phải sông, điều phối thông thương đường thủy trong vùng sang Campuchia.
Ngày 4 tháng 11 năm 2022, UBND tỉnh Đồng Tháp ban hành Quyết định số 1203/QĐ-UBND.HC về việc công nhận khu Cửa khẩu quốc tế Thường Phước đạt tiêu chí đô thị loại V.

## Hoạt động
Cửa khẩu quốc tế Thường Phước là thành tố chính lập ra khu kinh tế cửa khẩu Thường Phước .